# Министерство иностранных дел Черногории
Министерство иностранных дел Черногории отвечает за внешние связи с другими странами.

## Министры
| Министр              | Начало срока       | Окончание срока       |
| -------------------- | ------------------ | --------------------- |
| Никола Самарджич     | 16 февраля 1991 г. | 31 июля 1992 г.       |
| Миодраг Лекич        | 1992               | 1994                  |
| Янко Йенкич          | 1994               | 17 января 1997 г.     |
| Бранко Перович       | 1997               | конец декабря 1999 г. |
| Бранко Луковак       | 2000               | 2003                  |
| Драгиша Бурзан       | 2003               | 2004                  |
| Миодраг Влахович     | 2004               | 10 ноября 2006        |
| Милан Рочен          | 10 ноября 2006     | 10 июля 2012          |
| Небойша Калуджерович | 10 июля 2012       | 4 декабря 2012        |
| Игор Лукшич          | 4 декабря 2012     | 28 ноября 2016        |
| Срджан Дарманович    | 28 ноября 2016     | 4 декабря 2020        |
| Джордже Радулович    | 4 декабря 2020     | 28 апреля 2022        |
| Ранко Кривокапич     | 28 апреля 2022     | н. в.                 |